# Naomi Seibt
Pour les articles homonymes, voir Seibt.
Naomi Seibt, née le 18 août 2000 à Münster, est une militante allemande d'extrême droite connue pour ses prises de position climato-dénialistes. Elle est proche du parti d'extrême droite Alternative für Deutschland en Allemagne, et se dit inspirée par les idées du suprémaciste blanc de l'alt right Stefan Molyneux. On la surnomme l'anti-Greta, et comme Greta Thunberg, elle est instrumentalisée par son mouvement, pour être artificiellement le modèle inverse.

## Biographie
Sa mère est avocate. Elle a étudié au lycée catholique Saint Mauritz à Münster. En 2013, elle a obtenu la première place en physique au Jugend forscht, un concours allemand scientifique, et la seconde place avec un camarade en mathématiques/informatique.
Elle est proche du parti d’extrême droite d’Alternative für Deutschland avec lequel elle collabore et relaie ses thèses,,,,. Elle le soutient ouvertement.
Influenceuse sur YouTube, elle prend position contre l’avortement.
En février 2020, The Guardian rapporte que Seibt a dit être inspirée par la figure de l'alt-right nationaliste blanc Stefan Molyneux, après avoir fréquenté ses blogs,,. Ses propos comparant l'oppression des Juifs à celle des « Allemands ordinaires », après l'attentat de Yom Kippour à Halle-sur-Saale, sont jugés antisémites par divers commentateurs, ce qu'elle conteste.

## Déni du réchauffement climatique
Fin 2019, elle assiste à une conférence co-organisée par le « think tank » climato-dénialiste américain institut Heartland, financé par l'industrie pétrolière, et par le lobby Europäisches Institut für Klima und Energie. Elle est embauchée à la même période par le même institut Heartland,.
Dans sa communication, l'institut Heartland présente la jeune femme comme « anti-Greta Thunberg »,, expression parfois employée par la presse.
Elle récuse être instrumentalisée par son employeur dans une vidéo intitulée « Comment osez-vous ? » et reprenant les mots prononcés par Greta Thunberg lors d'une allocution devant les Nations unies, en septembre 2019,.
Naomi Seibt ne nie pas l'existence d'un réchauffement climatique, mais en conteste la responsabilité humaine, allant à l'encontre du consensus scientifique en la matière,,.